# Lintjärnet (Långseruds socken, Värmland)
Lintjärnet är en sjö i Säffle kommun i Värmland och ingår i Göta älvs huvudavrinningsområde.